# Chisŏn Tohŏn
Chisŏn Tohŏn (도헌/智詵道憲) (ur. 824, zm. 882) – koreański mistrz sŏn szkoły hŭiyang. 

## Życiorys
Urodził się w Kyongju, stolicy Silli w rodzinie Kim. W wieku 9 lat stracił ojca, a w wieku lat 19 został mnichem w klasztorze Pusŏk. Praktykował nauki szkoły hwaŏm pod kierunkiem Pŏmch'e i winaję u mistrza winai Kyŏngŭi. Mimo tego, iż podróże do Chin były wówczas modne, pozostał w kraju i praktykował sŏn pod kierunkiem mistrza Hyeŭna (daty nieznane).
Tohŏn został zaproszony przez króla Kyongmuna (pan. 861–975) na dwór królewski ale odmówił i został opatem klasztoru Allak na górze Hyŏngye. W 879 r. wraz ze swoim uczniem Shimchungiem wybudował klasztor Pong'am na górze Hŭiyang. Wspierał ich następny król Silli – Hon'gang (pan. 875–886).
Zmarł w 882 roku w pozycji medytacyjnej. Otrzymał pośmiertne imię Chijŭng Taesa (Wielki Mistrz Śledzący Mądrość).
Szkoła sŏn hŭiyang, którą założył, była naturalnym przedłużeniem szkoły dongshan (Zachodniej Góry) założonej przez Czwartego Patriarchę chan Daoxina i kontynuowanej przez jego ucznia i faktycznego pierwszego patriarchę koreańskiego sŏn Pŏmnanga (działał w latach 632–646).

## Linia przekazu Dharmy zen
Pierwsza liczba oznacza liczbę pokoleń mistrzów od 1 Patriarchy indyjskiego Mahakaśjapy.
Druga liczba oznacza liczbę pokoleń od 28/1 Bodhidharmy, 28 Patriarchy Indii i 1 Patriarchy Chin.
Trzecia liczba oznacza początek nowej linii przekazu w danym kraju.
- 31/4. Dayi Daoxin (579-651) szkoła dongshan – Chiny
  - 32/5/1. Pŏmnang (bd) szkoła dongshan – Korea
    - 33/6/2. Sinhaeng (704-779)
      - 34/7/3. Chunbŏm (bd)
        - 35/8/4. Hyeŭn (bd)
          - 36/9/5. Chisŏn Tohŏn (824-882) Szkoła hŭiyang
            - 37/10/6. Sŏnggyŏn (bd)
            - 37/10/6. Minhyu (bd)
            - 37/10/6. Kyehŭ (bd)
            - 37/10/6. Yangbu (bd)
              - 38/11/7. Ch'ŏngjin Kŭngyang (878-956)
                - 39/12/8. Hyŏngch'o (bd)